# Schabotte

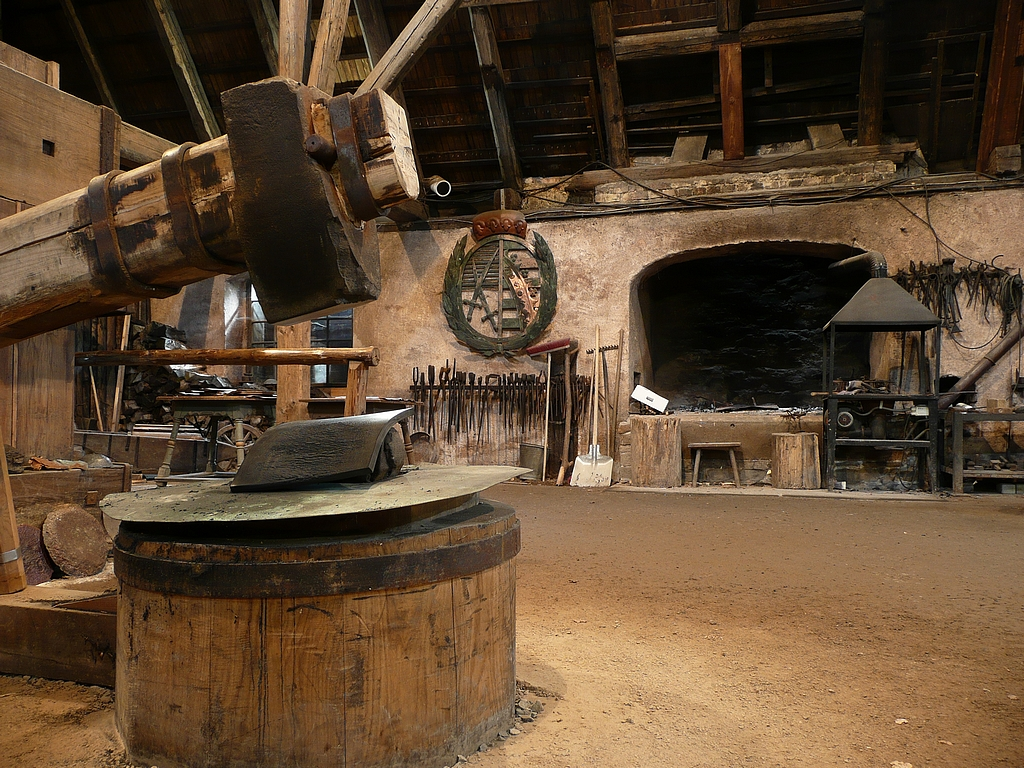
Schabotte des Althammers Olbernhau-Grünthal

Als Schabotte, Unterbär oder Unteramboss bezeichnet man das Teil, auf dem der Amboss eines Maschinenhammers befestigt ist. Sie soll durch ihre Masse den Stoß des Hammers auffangen. Die Schabotte ruht bei historischen wassergetriebenen Hämmern wie dem Schwanzhammer oder dem Aufwurfhammer auf dem hölzernen Amboss- oder Hammerstock. Auf der Schabotte ist der eigentliche Amboss befestigt, das „Schaböttchen“, welches Finnenartig ausgebildet sein kann. Es wird mit Metallkeilen justiert und verklemmt.  Heute wird auch der Ambossstock historischer Fallhämmer bisweilen fälschlich als Schabotte bezeichnet.
Bei modernen Maschinenhämmern wie dem Federhammer oder dem Lufthammer  besteht die Schabotte aus massivem Stahl, Gusseisen oder aus Stahlbeton. Die Schabotte dient hier gleichsam als Gegengewicht des Bärs sowie als Fundament des Ambosses.